# Дождь (шхуна, 1834)
«Дождь» — парусная шхуна Балтийского флота Российской империи, находившаяся в составе флота с 1833 по 1863 год. Во время несения службы совершала плавания в акватории Балтийского моря и Финского залива, использовалась для выполнения гидрографических работ, практических плаваний и несения брандвахтенной службы, принимала участие в экспедиции Балтийского флота в датские воды 1848—1850 годов и в Крымской войне, в том числе в отражении атаки англо-французской эскадры на Свеаборг.

## Описание судна
Парусная шхуна с деревянным корпусом, длина шхуны между перпендикулярами по сведениям из различных источников составляла от 29,9 до 30 метров, ширина без обшивки от 7,75 до 7,8 метра, а осадка — 3,5 метра. Вооружение судна состояло из 16 орудий. Единственное парусное судно Российского императорского флота, носившее такое наименование.

## История службы
Шхуна «Дождь» была заложена на стапеле Охтенской верфи 9 (21) декабря 1833 года и после спуска на воду 15 (27) сентября 1834 года вошла в состав Балтийского флота России. Строительство вёл кораблестроитель подпоручик К. И. Швабе.
В кампании 1834 и 1835 годов находилась в составе отряда, проводившего гидрографические работы в финляндских шхерах. В 1836 году в составе особого отряда судов Балтийского флота под общим командованием контр-адмирала Ф. П. Литке выходила в плавание в Финский залив с целью морской практики генерал-адмирала великого князя Константина Николаевича. В том же году совершала плавания между портами Финского залива. В 1837 и 1838 годах выходила в практические и крейсерские плавания в Балтийское море и Финский залив. В кампанию 1839 года находилась на Ревельском рейде в качестве брандвахтенного судна, совершала плавание между портами Финского залива и принимала участие в практическом плавании в Балтийском море. В 1840 году совершала практические плавания между Ревелем и Кронштадтом, в следующем 1841 году также находилась в практических плаваниях в Балтийское море и Финском заливе и занимала брандвахтенный пост на ревельском рейде.
В кампанию 1842 года несла брандвахтенную службу на ревельском рейде, после чего выходила в плавания по портам Финского залива и практическое плавание в Балтийском море. В 1843 году также выходила в практические и крейсерские плавания в Балтийское море и Финский залив. В 1844—1845 годах совершала плавания между Кронштадтом и Ревелем, принимала участие в практическом плавании и несла брандвахтенную службу свеаборгском рейде. В кампанию 1848 году подверглась тимберовке на Кронштадтской верфи кораблестроителем подполковником А. Х. Шаунбургом. В 1849 году вновь принимала участие в практических и крейсерских плаваниях в Балтийском море и Финском заливе, ходила между портами Финского залива, а также участвовала в промерах и описи Рижского залива.
В кампанию 1850 года совершала плавания между портами Финского залива, после чего принимала участие в экспедиции Балтийского флота в воды Дании. 24 июля (5 августа) 1850 года шхуна пришла на Зондербургский рейд, где присоединилась к находившейся там 3-й флотской дивизии вице-адмирала И. П. Епанчина. 24 августа (5 сентября) принимала участие в показательном сражении в составе отряда, 16 (28) сентября вместе с остальными судами дивизии ушла в Кронштадт. В кампанию 1851 года в составе отряда из восьми судов Балтийского флота под общим командованием контр-адмирала великого князя Константина Николаевича выходила в плавания по Финскому заливу, в 1852 году входила в состав эскадры кораблей в Северном море и в финляндских шхерах до Або. В следующем 1853 году вновь выходила в практическое плавание в Финский залив и Балтийское море.
Во время  Крымской войны в кампании 1854 и 1855 годов несла брандвахтенную службу в Свеаборге, а 28 июля (9 августа) 1855 года принимала участие в отражении штурма Свеаборга соединённой англо-французской эскадрой. В кампанию 1856 года во главе отряда лёгких судов под флагом контр-адмирала барона П. К. фон Розена совершала плавания в финляндских шхерах для изучения как самих шхер, так и входов и выходов из них к портам Финского залива. 23 июля (4 августа) 1856 года шхуна принимала участие в Высочайшем смотре судов Балтийского флота на Кронштадтском рейде.
Начиная с 1857 года шхуна «Дождь» находилась в Кронштадтском порту, в 1861 году была отчислена к порту, а 5 (17) января 1863 года была исключена из списков судов флота.

## Командиры шхуны
Командирами парусной шхуны «Дождь» в составе Российского императорского флота в разное время служили:
- капитан-лейтенант А. С. Дешаплет (1834—1836 годы)[28];
- капитан-лейтенант Н. П. Потулов (1837—1838 годы)[29];
- капитан-лейтенант И. В. Поскочин (1839 год)[30];
- капитан-лейтенант А. Г. Машин (1840—1842 годы)[31];
- капитан-лейтенант Е. Н. Броун (1843—1845 годы)[32];
- лейтенант князь Е. А. Голицын (с 1847 года до июня 1849 года)[33];
- капитан-лейтенант Н. В. Третьяков (с июня 1849 года до 1850 года)[34];
- лейтенант, а с 2 (14) октября 1852 года капитан-лейтенант Ф. О. Юшков (1851—1852 годы)[35];
- капитан-лейтенант А. П. Арбузов (1853 год)[36];
- капитан-лейтенант А. С. Хартуляри (1854 год)[37];
- капитан-лейтенант А. И. Дергачев (1855—1856 годы)[38].